# 日纳勒
日纳勒（法語：Ginals，法語發音：[ʒinal]）是法国奧克西塔尼大區塔恩-加龙省的一个市镇，属于蒙托邦区。

## 地理
日纳勒（44°11'56"N, 1°51'49"E）面积24.15 平方千米，位于法国奧克西塔尼大區塔恩-加龙省，该省份为法国西南部内陆省份，北起顺时针与洛特省、阿韦龙省、塔恩省、上加龙省、热尔省和洛特-加龙省接壤。
与日纳勒接壤的市镇（或旧市镇、城区）包括：纳雅克、卡斯塔内、凯吕斯、埃斯皮纳、韦尔费伊。
日纳勒的时区为UTC+01:00、UTC+02:00（夏令时）。

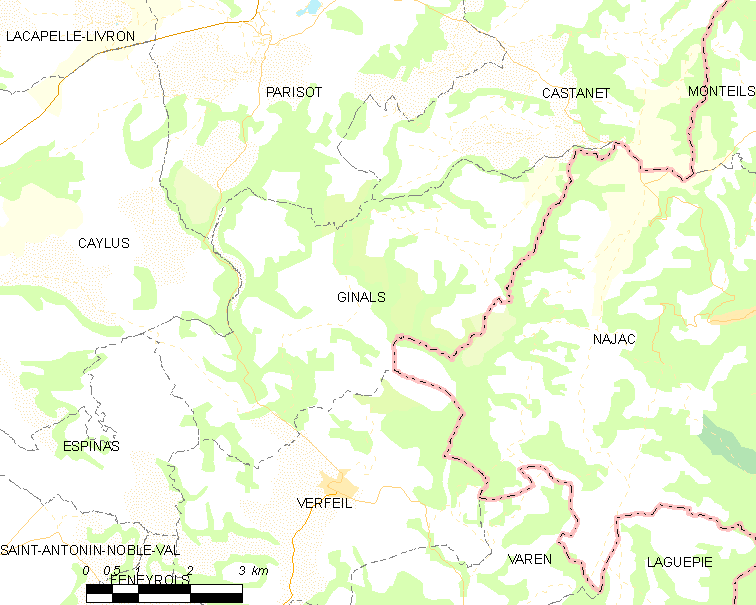
日纳勒的OSM定位图

## 行政
日纳勒的邮政编码为82330，INSEE市镇编码为82069。

## 政治
日纳勒所属的省级选区为凯尔西-鲁埃格县。

## 人口

1962-2008年间日纳勒人口变化图示

日纳勒于2022年1月1日时的人口数量为195人。